# 高野孫左衛門 (16代目)

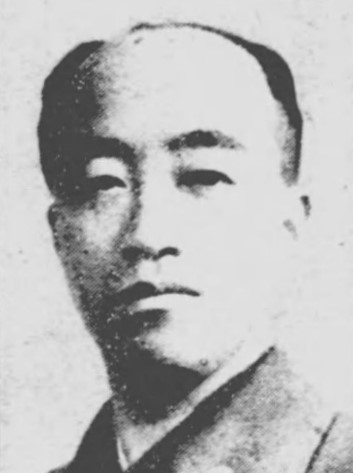
高野孫左衛門

髙野 孫左衛門（たかの まござえもん、明治32年（1899年）5月2日 - 昭和43年（1968年）2月25日）は、山梨県出身の実業家、政治家。山梨県会議員、衆議院議員を歴任した。幼名は髙野 毅（たかの つよし）。

## 略歴
山梨県甲府市柳町（現在の甲府市中央4丁目）に、父「孫左衛門（第15代目）」、母「とも」の三男として生まれる。山梨師範学校付属小学校を経て大正5年（1916年）3月に市立甲府商業学校（現在の甲府市立甲府商業高等学校）を卒業。
早逝した兄「孫親」の妻、義姉の「喜代」と大正11年（1922年）5月に結婚し、油と塩を商いする甲府有数の老舗である家業の吉字屋を継ぐ。大正12年（1923年）4月に単身上京して早稲田大学政治経済学科に入学したが、同年9月1日に発生した関東大震災のため帰郷し、大正14年（1925年）1月に第16代目高野孫左衛門を襲名した。1924年（大正13年）2月11日に立党された甲府革新党にも参加し、今井茂右衛門、牛山儀助らとともに常任理事となり、1914年（大正3年）の廃税運動でも活躍する。
米騒動後には山梨県をはじめ各地で小作争議が高揚し、日蓮主義青年団運動を提唱した妹尾義郎は全国をまわって運動した。山梨県では高野をはじめ名取忠彦、今井新造、雪江雪、村松猪一郎ら有力者がこれに参加し、のちの翼賛壮年団運動となる。
昭和17年（1942年）2月に山梨県会議員となり、翼賛選挙といわれた同年4月30日の第21回衆議院議員総選挙において翼賛政治体制協議会の推薦を受け、山梨全県区選出の衆議院議員となり、昭和20年（1945年）12月1日まで務めた。戦後、公職追放となり、昭和26年（1951年）に追放解除された。

## 著作
- 『不生禅無駄話』昭和27年（1952年）刊
- 『不生禅』春秋社　昭和31（1956年）刊
- 『不生禅とその生き方』昭和33年（1958年）刊